# Тетяна Мамакі
Тетяна Варуті-Мамакі (грец. Τατιάνα Μαμάκη, 1921 — 23 січня 2007) — грецька балерина та хореографка.

## Біографія
Народилася 1921 року в Києві.
Вивчала танець в Афінах у школі Raymons, а потім у Польщі, де працювала у Варшавській опері танцюристкою. 1939 року повернулася до Афін для роботи у грецькій Національній опері.
5 березня 1940 року Національна опера Греції офіційно відкрилася презентацією оперети Йоганна Штрауса «Кажан», у якій Мамакі була примою-балериною. Вона залишалася примою Національної опери впродовж майже 10 років, танцюючи у цілій низці постановок. 1949 року Мамакі їде до Парижу, де отримала стипендію з хореографії для навчання у школі Преображенського. Після повернення до Афін працювала в Національній опері вже як хореографка. У 1952 році була запрошена провести кілька майстер-класів з хореографії для Sadler's Wells Theatre у Лондоні.
Тетяна Мамакі заснувала Афінську балетну школу у 1955—1958 роках, разом із Єленою Цукала-Пфефер. Завдяки Мамакі з'явилися такі шедеври, як «Фауст» (головну роль виконував Нікос Мосхонас) в Афінах та «Норма» (головну роль виконувала Марія Каллас) в Епідаврі. Вона співпрацювала з Державним театром Північної Греції і Національним театром Кіпру, також виступала як хореографка низки кіностудій.
Тетяна Мамакі виходила заміж за музиканта і композитора Леонідаса Зораса, а пізніше за журналіста Ахіллеаса Мамакіса. Після смерті останнього Мамакі продовжувала свою радіопрограму Театр у мікрофон у Національному інституті радіофонії, згодом перенісши її на телебачення.
Померла 23 січня 2007 року в Афінах.